# Як-6
Як-6 («Дугласёнок») — самолёт, разработанный ОКБ А. С. Яковлева в 1942 г., сразу проектировался в двух вариантах — транспортном и бомбардировочном. При этом конструкторы стремились сделать его максимально простым в управлении, дешевым в производстве, с минимальным применением дефицитного в годы войны металла. Большая часть самолётов Як-6 строилась в транспортном варианте. Отсек для 6 пассажиров или груза помещался за двухместной пилотской кабиной. С запасом топлива в 278 кг дальность полёта в этом варианте достигала 580 км.

## История
Первые месяцы Великой Отечественной войны показали необходимость применения связной авиации в организации управления войсками. Была проведена ревизия всех аэроклубов, откуда были взяты и модернизированы самолеты типа У-2 и Р-5, но они не совсем подходили, т.к. обладали малой грузоподъемностью и дальностью полета. Фронту требовался новый легкомоторный самолет.
26.04.1942 года Государственным комитетом обороны было принято решение о постройке такого самолета с функциями ночного ближнего бомбардировщика. Работы по самолету были поручены ОКБ А. С. Яковлева. Техническое задание на разработку нового самолета было получено в мае. Проектирование шло довольно быстро — для ускорения работ винтомоторная группа была скопирована с УТ-2. Самолет был спроектирован и построен в двух вариантах, транспортный и бомбардировочный, на эвакуированном заводе за два месяца. Уже в июле 1942 г. были частично готовы два экземпляра: транспортный на 75-80 %, а бомбардировочный — на 20-25 %. Заводские испытания транспортного экземпляра начались 19 августа 1942 г. и закончились 1 сентября 1942 г.
Транспортный вариант Як-6 был отправлен в Москву, где были проведены государственные испытания по сокращенной программе — с 8 по 16 сентября. Самолет был признан перспективным, было отмечено, что самолет прост в производстве и эксплуатации, дешев, не требует высококачественного горючего, и может использоваться как: транспортный, санитарный, связной, ночной ближний бомбардировщик. 
Немного позже был готов и военный вариант Як-6 НББ №0247. Основные отличия заключались в установке вооружения и дополнительного оборудования. Машина получила радиостанцию РСИ-4 и радиополукомпас РПК-10. Питание осуществлялось от внешнего воздушного генератора. 
Бомбовая нагрузка составила 500 кг. Бомбы подвешивались на 5 замков МД-3-40, укрепленных на переднем лонжероне крыла. Три средних предназначались для бомб до 250 кг, два крайних - до 100 кг. Предусматривалось применение выливного прибора для отравляющих веществ 8В-116. Штурман обеспечивался бомбовым прицелом НКПБ-3. Для обороны установили пулемет ШКАС, размещенный на шкворневой установке ОП-102 за кабиной пилотов с боезапасом в 500 патронов. Машина оснащалась двумя двигателями М-11Ф мощностью по 140 л.с.
Самолет был запущен в серийное производство сразу на трех заводах.
| Завод | 1942 год | 1943 год | Всего |
| №47   | 25       | 224      | 249   |
| №464  | 2        | 48       | 50    |
| №471  | 1        | 81       | 82    |
| Итого | 28       | 353      | 381   |

## Техническое описание самолёта Як-6[6]
Як-6 двухмоторный свободнонесущий моноплан, цельнодеревянной конструкции с низким расположением крыла и закрытой кабиной. При проектировании в конструкцию самолета заложили самые распространенные в стране материалы: сосна, березовая фанера, полотно. Металлические детали изготавливались из низкосортной стали.
- Фюзеляж — технологически расчленен на три части: носовая, средняя и хвостовая. Части фюзеляжа стыкуются между собой с помощью накладных стальных узлов, стыковочные щели заклеены специальной лентой из материи. Носовая и средняя части фюзеляжа выполнены в виде деревянного реечного каркаса из сосны и обшиты фанерой. Каркас хвостовой части ферменный и обшит полотном. В средней части фюзеляжа расположена двухместная пилотская кабина и грузопассажирский салон, обшитый фанерой, с четырьмя складными креслами. Хвостовая часть пустая.
- Крыло — деревянное, неразъемное, двухлонжеронное с полотняной обшивкой. Лонжероны коробчатого сечения, полки лонжеронов изготавливались из сосны стенки фанера. Нервюры из сосновых реек. Носок крыла и центроплан были обшиты фанерой, остальная часть крыла обшивалась полотном. Для возможности перевозки самолета железнодорожным транспортом законцовки крыла отстыковывались. Механизация крыла — щелевые элероны и посадочный щиток. Элероны деревянные с полотняной обшивкой. Посадочный щиток изготавливался из фанеры. В центроплане между лонжеронами расположены бензобаки.
- Хвостовое оперение — однокилевое, подкосное, цельнодеревянное с полотняной обшивкой. Стабилизатор переставной, угол установки регулируется на земле. Стабилизатор и киль двухлонжеронные, носок фанерный остальная обшивка полотно. Рули высоты и руль направления имеют аэродинамическую компенсацию и снабжены триммером.
- Шасси — трехопорной схемы с хвостовым колесом. Стойки шасси телескопические, неубирающиеся с жестким подкосом. Амортизация масляно-воздушная. Колеса основных опор снабжены пневматическими тормозами. Хвостовая стойка самоориентирующаяся, с механизмом стопорения.
- Силовая установка — два пятицилиндровых двигателя воздушного охлаждения М-11Ф мощностью 140 л. с. каждый. Двигатели были установлены на сварных моторамах из стальных труб в мотогондолах на крыле. Воздушные винты двухлопастные, деревянные, фиксированного шага, диаметром 2,2 м. Два бензобака, расположенные в центроплане, были изготовлены из фанеры и покрыты фенольнофармальдегидным клеем. Емкость баков 195 литров каждый. Два маслобака емкостью 16 литров каждый устанавливались в мотогондолах за противопожарными перегородками.
- Оборудование — самолет имел минимальный стандартный комплект оборудования, но это позволяло летать в облаках и ночью. Питание воздушных гироскопов производилось от трех трубок Вентури, расположенных по правому борту пилотской кабины. Освещение — посадочная фара в носовом обтекателе и аэронавигационные огни, которые питались от аккумулятора. Радиостанция на серийных самолетах не устанавливалась.
- Вооружение - пулемет калибра 12,7 мм с боезапасом 500 патронов, был расположен за кабиной пилота на шкворневой установке, для защиты от истребителей противника. В районе цетроплана на пяти бомбодержателях подвешивалось до пяти бомб массой по 100 кг. На средние три бомбодержателя могли устанавливаться бомбы до 250 кг, но не более двух.

## Эксплуатация и боевое применение[6]
Использование Як-6 в качестве ночного ближнего бомбардировщика ограничивала малая мощность двигателя. Но мощности двигателя вполне хватало для транспортного варианта в качестве штабного и связного самолета. Этот вариант стал основным для Як-6. К концу 1943 года ВВС от поставок Як-6 отказались, к этому времени было серийно выпущено 384 самолета. 
Фронтовое крещение самолет прошел на заключительном этапе Сталинградской битвы. Помимо доставки курьеров и документов Як-6 перевозил почту, медикаменты, раненых, летал за линию фронта для связи с партизанами. На нескольких фронтовых самолетах устанавливались неуправляемые ракеты РС-82 в количестве 10 штук.
Некоторые самолеты оставались в тылу, обслуживая авиазаводы и оборонные предприятия, доставляя запчасти и заводские ремонтные бригады для устранения поломок и выполнения доработок.

## Варианты
| Название модели | Краткие характеристики, отличия.                                                                                  |
| --------------- | --- |
| НББ             | Модификация ночного ближнего бомбардировщика.                                                                     |
| Як-6M           | Усовершенствованный вариант, в результате дальнейшей разработки которого в начале 1944 г. поднялся в воздух Як-8. |

## Як-6 на вооружении стран
Франция
- Нормандия-Неман — эскадрилья транспортных самолётов

 СССР
- ВВС СССР

 Монголия
- Монгольская народная армия — варианты транспортных самолётов

## Тактико-технические характеристики

### Технические характеристики
- Экипаж: 2 человека
- Пассажиры: 6 человек
- Груз: 450 кг
- Длина: 10.35 м
- Размах крыла: 14 м
- Площадь крыла: 29.6 0м²
- Масса
  - Пустого: 1433 кг
  - Нормальная взлётная: 2350 кг
- Двигатели: 2 × ПД М-11Ф
- Мощность: 2 × 140 л. с.

### Лётные характеристики
- Максимальная скорость: 230 км/ч
- Дальность полёта: 900 км
- Практический потолок: 3380 м

### Вооружение
- Стрелково-пушечное: 1 × 7,62-мм пулемёт ШКАС
- Бомбовая нагрузка: до 500 кг